# Jacobus Arnoldus Mutsaers
Jacobus Arnoldus Mutsaers (Tilburg, 28 januari 1805 – Den Haag, 2 februari 1880) was een Tilburgse katholieke rechter en politicus.
Mutsaers behoorde vóór 1848 tot de gematigde opposanten van Willem II, zonder zich echter aan te sluiten bij Thorbecke. Hij keerde zich dan ook tegen het voorstel van de Negenmannen in 1845. Hij was advocaat, rechter en raadslid en verder gedeputeerde van Noord-Brabant. In het kabinet-De Kempenaer-Donker Curtius was hij minister van de Rooms-katholieke Eredienst en tegelijkertijd Tweede Kamerlid. In 1849 werd hij raadsheer in de Hoge Raad, maar na de Aprilbeweging wederom minister van de RK-Eredienst in het kabinet-Van Hall-Donker Curtius. Nadien was hij afwisselend minister en staatsraad.
- Biografisch Portaal: 23669176
- International Standard Name Identifier: 0000 0003 8756 6076
- Nederlandse Thesaurus van Auteursnamen: 069849471
- Parlement.com: vg09ll3ijyi6
- Virtual International Authority File: 280558699
- WorldCat: E39PBJcwDTmt7XxwjcRYYhC84q